# Odio (film)
Odio (Home of the Brave) è un film del 1949 diretto da Mark Robson e tratto da un dramma di Arthur Laurents (1945).

## Riconoscimenti
Nel 1949 il National Board of Review of Motion Pictures l'ha inserito nella lista dei migliori dieci film dell'anno.